# Milica Bešević
Milica Bešević cyr.Милица Бешевић (ur. 3 lutego 1896 w Splicie, zm. 6 kwietnia 1941 w Belgradzie) – serbska i jugosłowiańska malarka, ilustratorka i scenograf.

## Życiorys
Była córką adwokata i dziennikarza Stevana Beševicia i jego żony Olgi. W 1911 wraz z rodziną przeniosła się do Belgradu. Kształciła się w pracowni malarza Uroša Predicia, gdzie wcześniej jej siostra Vukosava pozowała artyście. Po zakończeniu I wojny światowej Milica ukończyła Szkołę Sztuk i Rzemiosła w Zagrzebiu, a następnie szkołę artystyczną w Belgradzie. W 1926 wyjechała do Paryża, gdzie uczyła się w pracowni rosyjskiego malarza Wasilija Szuchajewa. Po powrocie do Belgradu zaadaptowała na pracownię jedno z mieszkań przy ulicy Prizreńskiej. Zarabiała na życie pracując w Muzeum Narodowym w Belgradzie, gdzie zajmowała się konserwacją i kopiowaniem średniowiecznych fresków. Pracowała także jako scenograf w Teatrze Narodowym w Belgradzie (była pierwszą kobietą-scenografem sceny narodowej), przygotowywała ilustracje do dziennika Politika.
Nie założyła rodziny. Zginęła tragicznie w mieszkaniu swoich rodziców w trakcie bombardowania Belgradu przez Niemców, wraz ze swoją matką.

## Twórczość
Po raz pierwszy Milica Bešević zaprezentowała swoje obrazy w 1922 na wystawie malarstwa jugosłowiańskiego w Belgradzie. W 1931 otwarto w Belgradzie pierwszą samodzielną wystawę prac artystki, w kolejnych latach wystawiała swoje prace w Splicie i w Sofii. Malowała głównie pejzaże i portrety, większość jej obrazów powstało w konwencji impresjonistycznej.

## Wybrane prace

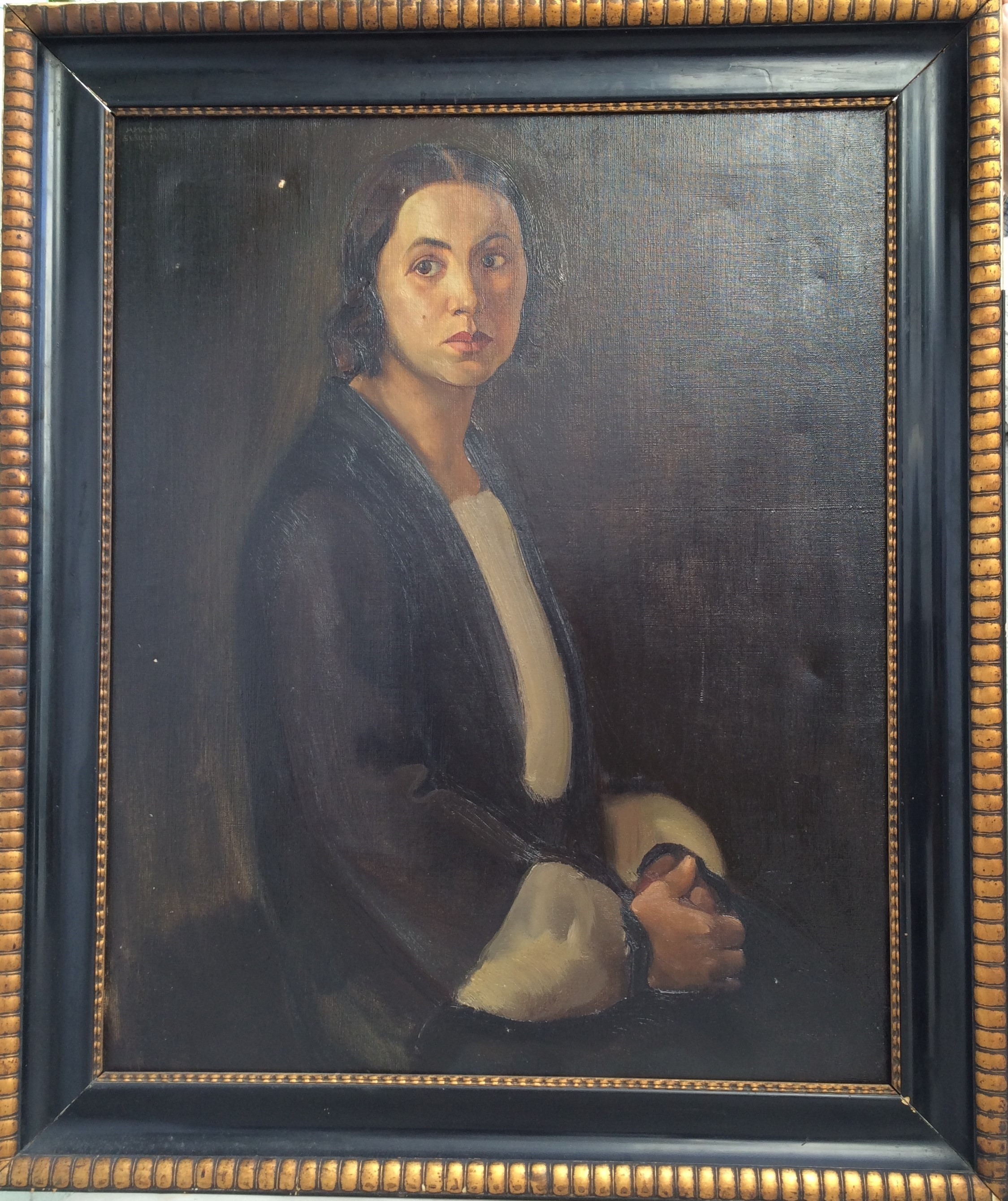
Portret siostry Vukosavy Bešević
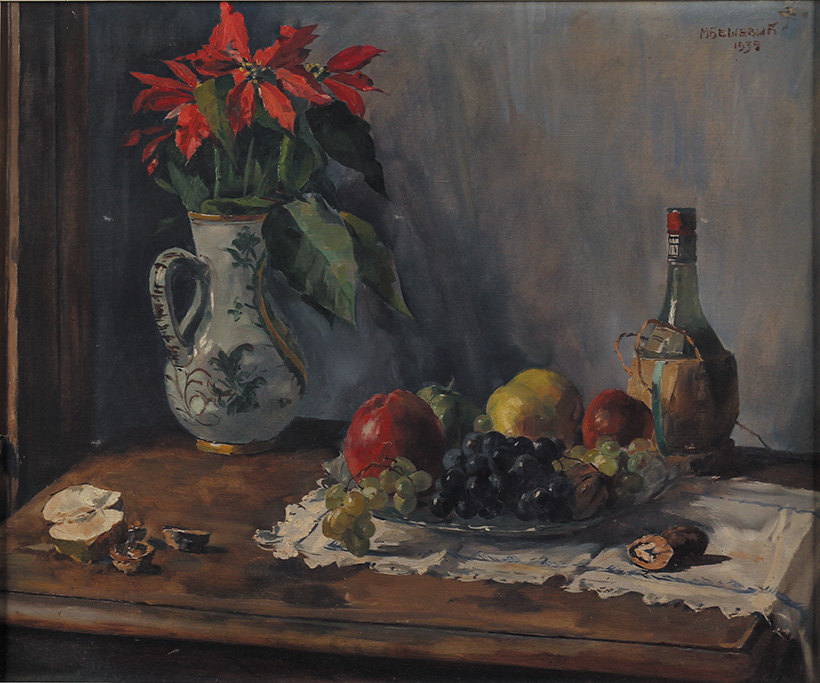
Martwa natura (1939)